# Сухая Вязовка
Сухая Вязовка — село в Волжском районе Самарской области, административный центр сельского поселения Сухая Вязовка.

## География
Село находится на левом берегу Чапаевки в 35 км к югу от Самары и в 30 км к юго-востоку от Новокуйбышевска. На территории села есть небольшое озеро, к западной окраине примыкает озеро Касачье.
Вблизи села находятся так называемые территории (населённые пункты без статуса поселения): Сельскохозяйственный кооператив Победа, СПК Красная Звезда, СПК Победа. На противоположном берегу Чапаевки расположено село Берёзовый Гай.

## Население
| год  | м    | ж    | всего |
| ---- | ---- | ---- | ----- |
| 1859 | 1121 | 1200 | 2321  |
| 1889 |      |      | 4063  |
| 1900 | 1667 | 1942 | 3609  |
| 1910 | 1868 | 2020 | 3888  |
| 2005 |      |      | 1179  |
| 2010 |      |      | 1332  |

## Инфраструктура
Мост через Чапаевку. Церковь во имя великомученика Дмитрия Солунского. Памятник землякам-участникам ВОВ.

## История сёл Сухая Вязовка и Березовый Гай
В конце первой половины XVIII века началась массовая эмиграция за границу сектантов-молокан, преследуемых царским правительством. В 1763 году правительство разрешило им вернуться в Россию и представило возможность уединиться в отдельных селениях в заволжских степях.
1762 год был началом заселения степей Заволжья молоканами. Через 3-5 лет молокане образовали поселения: Александров Гай, Орлов Гай, Ново-Троицкое, Яблоневый Овраг, Константинову, Острую Луку, Сухую Вязовку, Богановку, Березовый-Гай и другие поселения. Поселки в это время были небольшими, в 15-10 или 30 дворов.
Сухо-Вязовцы поселились сначала на берегу маленькой, но живописной речушки Сухая Вязовка (по ней названо село). Это в 6-7 километрах юго-восточнее теперешнего положения села. Но недолго пришлось им жить на облюбованном месте: участились киргизо-калмыцкие разбойничьи набеги. Часть жителей вынуждены были переселиться в посёлок Березовый Гай, а часть поселилась на левом берегу Мочи (Чапаевки) напротив, сохранив старое название поселка. Жителям Березового Гая и Сухой Вязовки стало легче вести совместную борьбу с разбойничьими набегами.
С начала развитие Сухой Вязовки и Березового Гая было медленное, население увеличивалось только за счет естественного прироста и бежавших молокан из центральных губерний. Приток населения стал заметно увеличиваться только с 1812 года.

### 1812 год
Наполеоновское нашествие спугнуло крепостное крестьянство с родных мест. Пользуясь, случаем, они бежали от помещиков и часть из них селилась в Поволжье. Наполеоновское нашествие разгромлено. Россия спасена. Освобождена вся Европа. А народные массы России, как бы в отместку за этот подвиг, острее почувствовал царско-помещичий гнет.
От малоземелья, беспросветной нужды и невыносимого крепостнического гнета, тайком уходили крестьяне на восток на земли никем не занятые.
Сухо-Вязовцы почти полностью за исключением вперед поселившиеся, бывшие крепостные Тамбовской губернии. Они прибывали в одиночку и партиями на протяжении нескольких десятилетий. В поисках лучшей доли от Тамбова в Заволжье часть из них добирались более 60 суток.
Не имея никакой поддержки переселенцы вели полудикий, нищенский образ жизни. Долгое время на протяжении многих десятилетий крестьяне ютились в землянках и глинобитных мазанках — курнях (топивших по чёрному). В них же зимой размещался скот. Стены, потолок закопчены, пол — земля, кровать из тонких жердей с частой сеткой из прутьев, постель сено, покрытое грубой самотканкой берюгой. Это в лучшем случае. А в худшем вся семья вместе спала на полу, В переднем углу жилища светец. Это стойка с двойной металлической развилкой, куда вставлялась лучина. Рядом — валяшка (маленькое) корыто, выдолблена из дерева. Она наполнялась водой, куда сбрасывались остатки сгоревшей лучины. Лохань под воду, ковш, чашки все сделано своими руками.
Жители Сухой Вязовки и Березового Гая относились к удельным крестьянам, то есть пользовались удельной землей — принадлежащей царю и его приближенным. Удельное крестьянство не имело никаких прав. Крестьянин не мог приобрести недвижимое имущество. А если приобретал что-то, то не на свое имя, а на имя департамента удела. Движимое имущество то же контролировалось удельным ведомством, которое держал это имущество на строжайшем учёте.
При любых сделках крестьянин не мог быть юридическим лицом, он был осудим только суду удельного ведомства. А если дело доходило до общегосударственного суда, то он не допускался, его дела решали чиновники удельного ведомства.
Брак без ведома удельного ведомства считался незаконным. А брак молоканина с христианкой, или наоборот, считался преступлением.
Удельное крестьянство платили разного рода налоги, сумма которых непрерывно росла. Кроме того они платили ещё повинности натурой, исполняли всякого рода неурочные работы.
Как видим, удельное крестьянство ни чем не отличалось от крепостного крестьянина.

### 1816 год
Сравнительно быстрее заселение заволжских степей произошло с 1816 по 1848 годы. К 1848 году в Николаевском уезде, в состав которого входила Сухая Вязовка, переселенцы образовали 128 селений.

### 1859 год
В 1859 году Сухая Вязовка уже состояла из 220 дворов, с общин населением в 2320 душ. Она была волостным селом, включая село Яблоневый Овраг. Имелся кабак и церковь.
Недостаток рабочего и продуктивного скота (пример по 0,8 лошади на двор, а коров ещё меньше), примитивность сельскохозяйственного инвентаря (соха, деревянная борона, севка, серп, цепи) не обеспечивало хотя бы мало мальской сносной жизни. Крестьяне, чтобы прожить как-то лучше, стали объединяться для совместного труда. С начала это было по несколько семей, а со временем образовались целые общины по совместной обработки земли. В Сухой Вязовке и Березовом Гае существовало по две таких общины.
Кулаки, видя невыгодность для себя общинного труда крестьян все силы клали на разъединение их, добиваясь, чтобы они работали сами на себя, отдельно. При помощи всякого рода интриг, подкупа властей, поджогов и других притеснений добились всё-таки, и крестьяне постепенно разъединились.

### Крестьянская реформа
Крестьянская реформа 1861 г. (Отмена крепостного права) не улучшила, не изменила бедственного положения крестьян, а ещё больше ухудшила. По этой реформе они получили от 1,5 до 5 десятин земли. Но размер выкупных платежей был настолько велик, что основная масса бедных крестьян просто не могла её выкупить. Выкупная плата определялась в 150 рублей за надел за душу. Поэтому в ряде сел, уже в 1864 году, то есть через три года после реформы, крестьяне перестали выплачивать повинности и потребовали настоящей воли. Взбунтовалось крестьянство, особенно в селах Каменный Брод, Сухая Вязовка, Яблоневый овраг. Сухо-Вязовцы избили писаря-взяточника, сместили неугодного старосту, выгнали из села мирового посредника. Усмирять бунтарей приехали флигель — адъютант князь Львов и генерал царской свиты граф Бобринский. Сотни крестьян были брошены в тюрьмы и на каторгу.
Сухо-Вязовцы сравнительно легко отделались за своё самовольство: всего лишь с десяток крестьян были публично выпороты розгами. Получили «волю».
В Самарской губернии не было тогда ни одного врача ни одной больницы. Зато было 15000 кабаков, 1150 церквей и монастырей и 883 помещика. Кроме того над крестьянами стоял огромный управленческий аппарат, который сохранялся вплоть до Октябрьской Социалистической революции.
Нет комитета здравоохранения, образования, культуры.

### 1887 год
Крестьянских дворов 561
Население составляло 3311 душ
Безземельных 49 дворов
Бездомных 21 семья
Бесхозных 21,4 %
Кулаков 64 двора
Общая пахотная площадь составляла 2152,8 десятины
Скот: Рабочих лошадей 2824 головы
Рабочих волов 199 голов
Коров (средний надой коров полведра) 693 головы
Овец 2167 голов
Свиней 91 голова
Безлошадных 74 двора
С 1 лошадью 77 дворов
С 2-3 лошадьми 80 дворов
С 4 лошадьми 29 дворов
До 20 лошадей 33 двора
Более 20 лошадей 2 двора

#### Люди, занимающиеся промыслом
| Извозом     | 2  | Плотники                               | 2   |
| Караульщики | 6  | Приказчики в магазинах                 | 2   |
| Кузнецы     | 2  | Урядник                                | 1   |
| Маляры      | 1  | Батраков                               | 196 |
| Мельники    | 29 | Скотопромышленников                    | 1   |
| Нищие       | 31 | Торговцев бакалей                      | 3   |
| Овчинники   | 2  | Торговцев закупочными товарами (кабак) | 1   |
| Пастухи     | 11 | Торговцев закупочными товарами (кабак) | 1   |
| Печники     | 2  | Шортник                                | 1   |
| Пильщики    | 1  | Учителей                               | 3   |
| Писаря      | 1  | Ямщик                                  | 1   |
| Пахари      | 2  | Трактордерожателей                     | 1   |

### 1887 год
Была общинная и церковно-приходская школы, где обучалось мальчиков — 83, девочек 12 (из 709 детей школьного возраста).
Из трех учителей один был местный, двое посторонних.
В селе насчитывалось около семидесяти грамотных мужчин. Но грамотность, как характеризует урядник, была такой: «Удельный крестьянин села Сухая Вязовка Степан Семенов 47 лет молоканской секты. Грамотный, читать печатное умеющий, писать не знающий» (из докладной).
В селе была ещё одна школа военно-конная. Заведующим военно-конным участком был Рябикин Минай Минаевич, а его заместителем Коптев Григорий Афанасьевич.

### Столыпинская реформа
Указом от 9 ноября 1906 года крестьянам было разрешено закреплять в собственность надельную землю, выделяя её в отдельном месте на отрубах. Формально отруб земли должен был производиться с согласия общества.
Но поскольку эта реформа не удовлетворяла крестьян они сами не уходили на отруба и следовательно не давали согласия отрубать лучшие земли. Отруб земли был связан с большими трудностями и невыгодностью: надо было перевести дом, постройку, чего сделать бедняку было не под силу, оторванный от общества, крестьянин лишался всякой помощи такой-же бедноты, как и он сам, следовательно не мог обрабатывать свою землю. А это неминуемо привело бы к тому, что он вынужден был бы продавать свою землю и остаться ни с чем. Из 640 дворов Сухой Вязовки в 1910 году отрубили землю всего лишь 95.

### Первая мировая война
Многие крестьяне были мобилизованы и отправлены на империалистическую войну, Война потребовала хлеба, лошадей, мяса. Почти четыре года длилась война. Многие Сухо Вязовцы погибли, многие вернулись калеками.

### Октябрьская Социалистическая революция
Сразу же, настолько Октябрьские события охватили Самарскую губернию в селах были созданы революционные комитеты.
В Сухой Вязовке ревком возглавие член ВКП(б) Пекин Родион Семенович, в ревком вошли: Стародубцев Родион Анисимович, Овсянников Федор Кузьмич, Метальников Арсений Михайлович и Завалишин Егор Никитич.
Во время самарского мятежа, была попытка поднять в селе Сухая-Вязовка мятеж. Его организатором был местный Решетников Степан Алексеевич, бывший поручик. Сухо-Вязовцы, даже кулаки, не поддержали эту авантюру Решетникова. Когда Самару захватили белочехи и русские белогвардейцы, в села прибыл отряд белочехов под командой белогвардейца Володина. Начались преследования, грабежи.
Члены революционных комитетов, актевисты были вынуждены уйти в подполье. Мужчины, способные носить оружие, чтобы избежать мобилизации в белую армию, прятались за пределами сел.

### Гражданская война
Из Сухой Вязовки многие десятки крестьян ушли на фронты гражданской войны, в том числе добровольно.
Бои в районе сел не происходили (бои проходили на линии Каменный Брод)
Летом 1918 года через село Сухая Вязовка отступали белогвардейские засти, учиняя побои, грабежи. Следом за белогвардейцами, через несколько часов, в село вступили части Красной армии. На всем протяжении села сплошной стеной стояли Сухо-Вязовцы, встречая своих освободителей.
Председателем Сухо-Вязовского сельсовета был избран Коптев Максим Михеевич, секретарем Совета был Хальзов Евлантий Афанасьевич.

### 1921 год
Молодая Советская республика ещё не успела свободно вздохнуть после гражданской войны. Зловещий оранжевой пылью все лето над селами бродил суховей. Ни одной былинки травы, ни единого колоса хлеба ни уродила земля в этот год. Пересохли озера, обнажила свое дно на перекатах Мочи.
К этому времени Сухая Вязовка состояла из 879 крестьянских дворов с общим населением в 4543 души. В соседнем Березовом Гае было 450 дворов, где проживало 2476 человек. 12 ветряных мельниц в Сухой Вязовке и в березовом Гае не работали: молоть было нечего, настал голод, невиданный по своей жестокости.
Кулаки наживались на этой людской трагедии. Они скупали все, что можно было использовать в своем хозяйстве: сельскохозяйственный инвентарь, сбрую, одежду, постройки.
Степан Лазаревич Уполовников, например, продал плуг за 1/4 лошадиной шкуры, Анастасия Романовна Голубкова чтобы оттянуть смерть четверых малых детей продала деревянный дом. Его купили кулаки братья Утенышивы за восемь фунтов пшена.
Борьбой с голодом руководил В. И. Анин. Десятки товарищей из ЦК партии и правительства выехали на места, в губернии, охваченные голодом. В Самарскую губернию прибыл председатель ВЦИК М. И. Калинин. Он посетил ряд сел Самарского и Пугачевсвого уезда.
В августе В. И. Ленин опубликовал в «Правде» обращение к международному пролетариату с призывом о помощи голодающим.
К. М. Горький написал телеграмму «Ко всем честным людям», в которой просил: «Я прошу всех честных людей Европы и Америки быстро помочь русскому народу. Дайте хлеба и медицинскую помощь».
Но ни помощь международного пролетариата и правительств некоторых стран, которые пошли на это под нажимом своих народов ни мобилизация всех ресурсов внутри страны не предотвратили полностью гигантский размах бедствия.
В Сухой Вязовке и Березовом Гае в начале 1922 года были организованы пункты питания. Продукты поступали из Швеции. С ними же прибыл и представитель но не от Красного Креста, а от армии — капитан Крамер. Он сделал попытку навязать свою волю в создании комиссии по распределению продуктов. Председатель Совета Коптев М. М. сказал ему: Мы очень благодарны шведскому народу и вам лично господин Кремер за оказанную нам помощь. Но этой помощью позвольте распоряжаться нам. Комиссия была создана, её возглавил председатель Совета Коптев. Капитан Кремер остался не у дел. Он ходил и говорил беззлобно: Зачем я тут? Был хозяин продукт — не хозяин продукт. Хозяин продукт и он хватал себя за нос и дергал его вниз. Это значило: он остался с носом.
Сотни, многие сотни человеческих жизней унесла голодная смерть. Рабочий и продуктивный скот остался только у кулаков.

### Новая экономическая политика
В марте 1921 года на X съезде ВКП(б) была принята новая экономическая политика / НЭП/. Продовольственная разверстка была заменена продовольственным налогом.
Многие крестьяне Сухой Вязовки и Березового Гая получили от государства семенные фонды, денежную помощь. Но беда была в том, что крайне не хватало рабочего скота у бедноты.
В магазине можно было купить все, что требовалось для жизни: керосин, спички, соль, дёготь, сбрую, сахар, мануфактуру, табак. В город крестьяне везли хлеб, мясо, масло, овощи. А из города везли сельскохозяйственный инвентарь. Села оснащались сельскохозяйственной техникой.

### Коллективизация
В начале 1928 года в селе произошли два события! в сельском клубе был установлен радиоприемник с единственным репродуктом. Клуб всегда был переполнен радиослушателями. Сухо-Вязовцы впервые смотрели туманную картину С кино. Картина называется «Дарико». Эти два события породили много радости, особенно среди молодежи, и де смерти перепугали церковников.
К началу массовой коллективизации Сухая Вязовка состояла из 720 крестьянских дворов с общим населением в 3619 человек.
В период с 1920 по 1930 годы из состава Сухой Вязовки выделились посёлки:
| Братство           | 18 дворов |
| Жигулев курган     | 11дворов  |
| Зеленая роща       | 22        |
| Красное знамя      | 16        |
| Культура           | 20        |
| Луг                | 8 дворов  |
| Моховая с/х артель | 8 дворов  |
| Прилуки            | 75        |
| Пробуждение        | 46        |
| Старица            | 9дворов   |
| Труд               | 18        |
| Рассвет            | 8         |

Часть из этих поселков, как Красное знамя, Культура, Пробуждение, Труд — отрезали землю не переселяясь из села.
В начале коллективизации в Селе образовалось ещё несколько маленьких сельхозартелей. В начале 1931 года все эти артели, включая отдельные посёлки были объединены в один колхоз — «Гигант» в 879 дворов с населением в 4520 человек. Колхоз назвали именем Ворошилова. Председателем колхоза был избран посланник партии рабочий Тулы Кириллов Владимир Георгиевич. Его заместителем был Булгаков Василий Николаевич, секретарём партячейки Василий Жигулин, секретарём комсомольской ячейки — Миша Сосновский.
Сначала в колхозе был объединен весь скот и птица. Но впоследствии продуктивный скот и птица были возвращены колхозникам.
С началом коллективизации в 1930 году в селе были организованы курсы трактористов. Организатором этих курсов была молодая местная учительница Лидия Тимофеевна Ячевская. Тракторное дело преподавали специалисты из Каменно-Бродской МТС. Среди первых курсантов этих курсов были: комсомолец Владимир Булгаков Иван Иванович Фомин. Сергин Федор Емельянович Багрянцев Петр Тихонович, Вырыпаев Алексей. Фомин Петр Тимофеевич, Рябикин Дмитрий Андреевич, Голубков Алексей Ильич: и мн. др. Многие из них и по ныне трудятся механизаторами.
Коллективизация прошла в упорной борьбе с кулачеством и церковниками. Так в 1931 году была закрыта Сухо-Вязовская церковь. Рабы Божьи во главе с Е. К. Кистеневым подстрекаемые кулаками учинили бунт. Они собрались у здания сельского Совета где в это время были все члены Совета и активисты и потребовали открытия церкви. Ревущая до одурения толпа побила окна в здании, пытались взломать дверь. Перегнанный активист Хвостов А. Р. выпрыгнувший через окно во двор был пойман верующими и безбожно избит. Председатель Совета Абалымов вынужден был позвонить по телефону в Чапаевск и попросить в отделении милиции помощь.
Кулаки были раскулачены и высланы за пределы села. Их имущество перешло в достояние колхоза. Впоследствии колхоз имени Ворошилова разделился на два. Второй колхоз назвали именем Кирова.
Несмотря на щедрую помощь государства, колхозы были бедными, не хватало лошадей и сельскохозяйственного инвентаря.
Вот что имел колхоз имени Кирова в первые годы:
| Рабочих лошадей                  | 166 голов |
| Однолемешних плугов              | 32        |
| Двухлемешных плугов              | 19        |
| Рядовых сеялок                   | 18        |
| Борон (в том числе и деревянный) | 140       |
| Лобогреек                        | 11        |
| Самосбросок                      | 9         |
| Сноповязалок                     | 6         |
| Косилок                          | 14        |
| Молотилок                        | 5         |
| Вязалок                          | 21        |
| Двигателей двенадцатисильных     | 4         |
| Общественный амбар               | 1         |

Не лучше было и в колхозе имени Ворошилова. Колхозы обслуживались Каменно-Бродской МТС, которая выделяла на колхозные поля по нескольку тракторов колесного типа.

### Великая Отечественная война
Сухо-Вязовцы и Березово-Гайцы сражались на всех фронтах Великой Отечественной войны. Многие из них приняли участие в разгроме империалистической Японии. Более 150 односельчан не вернувшихся с полей сражений. Многие десятки бывших воинов награждены за свои подвиги высокими правительственными наградами, среди их много дважды и трижды орденоносцев.
Мужчин, ушедших на войну, в хозяйствах заменили женщины, престарелые, подростки.
В Сухой Вязовке и Березовом Гае колхозники из личных сбережений передавали в фонд обороны деньги на постройку танковой колонны «Куйбышевский колхозник», помогали чем могли. Сотни колхозников награждены за этот труд медалями «За доблестный труд в Великой Отечественной воине».

### Заветная мечта сбылась
С прибытием фронтовиков, с пополнением сельскохозяйственной техники стали постепенно подниматься хозяйства колхозов, упавшие за годы войны.
1959 год, колхоз имени Димитрова объединился с колхозом «Красная звезда». Объединённый колхоз был назван «Красная звезда» председателем остался Павел Николаевич Бушуев.
В 1960 году произошло объединение колхоза имени «Ворошилова» и колхоза имени «Кирова». Объединённый колхоз назвали «Победа» председателем был избран председатель бывшего колхоза имени Кирова Голубев Николай Васильевич.
Оба объединённые колхозы многоотраслевые, с хорошо развитым животноводством.
Создались условия, когда колхозы смогли приобрести собственность сельскохозяйственную технику, в том числе трактора и комбайны. Теперь они имеют:
|                          | «Победа» | «Красная звезда» |
| Тракторы различных марок | 41       | 22               |
| Комбайнов                | 13       | 10               |
| Автомашин                | 21       | 15               |
| Других машин и инвентаря | 220      | 163              |
| Электромоторов           | 80       | 64               |
| Пахотная площадь         | 10065 Га | 5011 Га          |
| Животноводство           |          |                  |
| Крупный рогатый скот     | 1373 г.  | 1100 г.          |
| Свиней                   | 1553     | 1014             |
| Овец                     | 2168     | 1414             |

Построены десятки животноводческих ферм и других капитально построенных помещений, в том числе мельница в колхозе «Победа» и дом культуры в колхозе «Красная звезда».

## Известные уроженцы
- Гавриил Васильевич Жуков — вице-адмирал, Командующий Черноморским флотом. С недавнего времени школа, где учился Гавриил Васильевич, носит его имя.
- Селищев Василий Петрович — герой Советского Союза.
- Ледаков Иван Михайлович — герой Советского Союза.